# Chió
Melchior Naelson Batista da Silva ou simplesmente Chió (Remígio, 12 de janeiro de 1977) é um engenheiro agrônomo e político brasileiro.

## Biografia
Melchior Naelson Batista da Silva ou simplesmente CHIÓ, filho dos agricultores Nelson e Marina, é casado com a enfermeira Maria Gledsnelle Luna, com quem tem uma filha (Júlia). 

## Trajetória política
Na vida política de Remígio/PB, participou das campanhas eleitorais desde 1988. Em 2012 foi eleito prefeito de Remígio pelo Partido Socialista Brasileiro (PSB), exercendo o mandato com uma aprovação entre as melhores do Estado, sendo reeleito em 2016.
Ainda em 2017, Chió ingressa na Rede de Ação Política pela Sustentabilidade – RAPS, que objetiva contribuir para o fortalecimento e o aperfeiçoamento da democracia e das instituições, mediante o apoio à formação de lideranças políticas que colaborem com a transformação do Brasil em um país mais justo, próspero, solidário, democrático e sustentável.
Em 2018 filiou-se à Rede Sustentabilidade e colocou seu nome a disposição dos paraibanos para uma representação na Assembleia Legislativa da Paraíba, elegendo-se Deputado Estadual.
Foi reeleito como deputado estadual em 2022, com 28.569 votos.